# Международна служба за бежанците „Нансен“

Международната служба за бежанците Нансен (на френски: Office International Nansen pour les Réfugiés) е организация на Обществото на народите, която от 1930 до 1939 години се грижи за военните бежанци.
Тя е основана през 1930 г. малко след смъртта на Фритьоф Нансен от Обществото на народите, за да продължи дейността му в закрила на жертвите от военни конфликти. Първи президент на организацията е Макс Хубер (1930-1933) тогавашен президент на Червения кръст. Службата е наградена през 1938 г. с Нобелова награда за мир, като малко след това е разпусната.
Нейното седалище се намира в град Тигина (днес Бендери в Приднестровието на Молдова) край границата на тогавашна Румъния със СССР.